# Harold Henry Blake
Harold Henry Blake, britanski general, * 1883, † 1960.